# Мешехи
Мешехи (устар. Меше-Хи) — река в России, протекает по Чеченской Республике, в исторической области Малхиста. Устье реки находится в 116 км по левому берегу реки Аргун, длина составляет 16 км. Площадь водосборного бассейна — 85,8 км².
На берегу находятся развалины средневековых чеченских селений: Бенесты, Икильчи, Меши, Саханы и Терти, часть из которых признаны памятниками архитектуры регионального значения.

## Данные водного реестра
По данным государственного водного реестра России относится к Западно-Каспийскому бассейновому округу, водохозяйственный участок реки — Сунжа от города Грозный до впадения реки Аргун. Речной бассейн реки — Реки бассейна Каспийского моря междуречья Терека и Волги.
Код объекта в государственном водном реестре — 07020001212108200005856.